# Kris Grikaite
Kristina "Kris" Grikaite (25 de julio de 2000) es una modelo rusa de ascendencia lituana.
Grikaite empezó a modelar en 2016, cuando firmó con la agencia Avant Models. Desde primavera/verano 2017, Kris ha sido una modelo exclusiva en los eventos de Prada. Además, ha desfilado para otoño/invierno 2017 Menswear, otoño/invierno 2017 (abierto), otoño/invierno 2018 (abierto) y apareció en el evento de Prada primavera/verano 2017, otoño/invierno 2017 y la campaña de primavera/verano 2018 filmada por Willy Vanderperre.
Kris ha aparecido en editoriales de Vogue Estados Unidos, Vogue Reino Unido, Vogue París, Vogue Italia, Vogue Rusia, Vogue China, Interview, Self Service y Love, fotografiada por David Mushegain, Benjamin Huseby, Patrick Demarchelier, David Sims, Mario Sorrenti, Amy Troost, Paolo Roversi, Christian MacDonald, Craig McDean, Daniel Jackson, Steven Klein y Alasdair McLellan. En mayo de 2017, apareció en la portada de Vogue Rusia, siendo fotografiada por Ben Weller. Desde entonces ha posado para Vogue China y Document Journal.
Fue incluida en la lista de "Top Novatas otoño/invierno 2017" seleccionadas por el director de Vogue, Edward Enninful en Models.com, y en la actualidad está entre las Top 50 Modelos.